# INSEEC Business School
Die INSEEC Business School ist eine internationale Wirtschaftshochschule und zählt zu den privaten Grandes écoles in Frankreich. Sie wurde 1975 gegründet und verfügt über einen Campus in Paris.
Die Hochschule ist international anerkannt und trägt die Akkreditierungen der Conférence des grandes écoles (CGE) sowie der Association of MBAs (AMBA). Im Ranking der französischen Business Schools von Le Figaro belegte sie 2022 Platz 26.

## Bekannte Lehrkräfte
- Sylvie Faucheux (* 1960), Wirtschaftswissenschaftlerin

## Bekannte Absolventen
- Laura Georges (* 1984), ehemalige Fußballspielerin